# Chupe de camarones
El chupe de camarones (sopa de llagostins) és una sopa de la regió d'Arequipa, molt popular a la gastronomia peruana. Es tracta de llagostins presentants en un brou espès, contundentment condimentat i acompanyat d'ous bullits, arròs, formatge tot just fos, etc.
Aquesta sopa, també, és típica de les gastronomies d'altres països llatinoamericans, com ara la gastronomia de Xile, la gastronomia de Veneçuela, etc.